# Alvin und die Chipmunks 2
Alvin und die Chipmunks 2 (Originaltitel: Alvin and the Chipmunks: The Squeakquel, frei übersetzt etwa Die Fortquietschung) ist eine Filmkomödie aus dem Jahr 2009 von Regisseurin Betty Thomas. Wie bereits der Vorgänger Alvin und die Chipmunks – Der Kinofilm aus dem Jahr 2007 handelt es sich um eine Kombination aus Realfilm und Computeranimation und basiert auf der von Ross Bagdasarian erfundenen Musikgruppe Alvin und die Chipmunks.

## Handlung
Nach einem Unfall während eines Konzertes in Paris muss Dave, der „Vater“ der Chipmunks, dort im Krankenhaus bleiben und schickt Alvin, Theodore und Simon zurück nach Los Angeles zu seiner Tante Jackie. Bereits bei der Ankunft der Chipmunks am Flughafen verunglückt auch Tante Jackie in ihrem Rollstuhl, sodass nun ihr Enkel Toby, der sich nur für Computerspiele interessiert, auf die drei aufpassen soll. Dave hatte zuvor bereits einen regulären Schulbesuch für seine Zöglinge organisiert.
Die drei Nagetiere müssen sich plötzlich mit den typischen Problemen von Schülern auseinandersetzen. Dabei treffen sie auf eine rivalisierende Gruppe weiblicher Streifenhörnchen, die Chipettes, bestehend aus Eleanor, Brittany und Jeanette. Deren Manager ist inzwischen Ian Hawke, der sich früher auch um die Chipmunks gekümmert hatte. Ian möchte die Chipettes zu Stars machen und damit viel Geld verdienen und sorgt dafür, dass zwischen den beiden Gruppen eine große Rivalität entsteht. So kämpfen sowohl die Chipmunks als auch die Chipettes darum, die Schule bei einem Musik-Wettbewerb vertreten zu dürfen.
Alvin, der Football im Team der Schule spielt, muss zu einem Spiel und verpasst das Konzert, mit dem sie in den Musik-Wettbewerb kommen wollen. Ian will die Chipettes in ein anderes Konzert bringen und den Wettbewerb ausfallen lassen, doch die Chipettes weigern sich, worauf Ian sie einsperrt. Alvin und die anderen helfen ihnen jedoch und schaffen es Ian zu bezwingen. Schließlich treten alle sechs gemeinsam beim Musik-Wettbewerb auf und gewinnen für die Schule das Preisgeld von 25.000 US-Dollar.
Am Ende sieht man, wie der Sicherheitsdienst Ian von der Bühne holt und in einen Müllcontainer wirft, nachdem er versucht hat, einen Chipettes-Auftritt mit Handpuppen zu imitieren.

## Hintergrund
- In der deutschen Fassung werden die Chipettes von den Sängerinnen Antonella Trapani (Brittany), Leonore Bartsch (Jeanette) und Victoria Ulbrich (Eleanor) von der damaligen Girlband Queensberry synchronisiert. Das vierte Bandmitglied Gabriella De Almeida Rinne übernahm die Synchronisierung eines Teenagers.[3] Daneben findet sich auch der von ihnen gesungene Titel „The Song“ auf dem weltweiten Soundtrack.[4]

- Bei der Figur im Kanalschacht mit dem Namen Digger handelt es sich um eine Werbefigur des US-amerikanischen Fernsehsenders Fox Sports für die sogenannte Erdhörnchen-Kamera (gopher cam), die der Sender bei NASCAR-Rennen einsetzt. Wie die Produktionsfirma Fox 2000 Pictures und Verleihfirma 20th Century Fox des Films, ist auch Fox Sports ein Tochterunternehmen des Medienkonzerns News Corporation.

- Die im Film gezeigte Fernsehserie Meerkat Manor wird in der deutschen Synchronisation „Zu Besuch bei Familie Erdmännchen“ genannt, der tatsächliche deutsche Titel lautet Und täglich grüßt das Erdmännchen.

- Die Produktionskosten wurden auf 75 Millionen US-Dollar geschätzt. Der Film spielte in den Kinos weltweit rund 443 Millionen US-Dollar ein, davon 219 Millionen US-Dollar in den USA und 15,5 Millionen US-Dollar in Deutschland.[5]

- Kinostart in den USA war am 23. Dezember 2009, in Deutschland am 24. Dezember 2009.

## Kritiken
„Nur mühsam zusammengeschustert, kann das Sequel mit dürftigen Slapstick-Sequenzen und den fiependen Sangeskünsten seiner animierten ‚Darsteller‘ seine inhaltlichen Schwächen nie wettmachen.“

„Damit kommt die Liebe ins Spiel. Was sich zwar harmlos anhört, mit Blick auf das sorgsam computergenerierte Kindchenschema jedoch ziemlich irritierend aussieht. Offene Münder, verführerische Blicke – waren die Chipmunks eigentlich schon immer in der Pubertät? Oder ist das, was ja schon in den R'n'B-Posen der Chipettes zum Ausdruck kommt, nur die handelsübliche Sexualisierung des Kinder-Showbiz?“

„Für den zweiten Leinwand-Auftritt der herzigen Hörnchen übernahm Betty Thomas den Regiestab von Tim Hill. Geschadet hat das nichts. Wie im Vorgängerfilm […] gibt das Drehbuch immer wieder Anlass zu überdrehter Nager-Action und schrägen Gesangsnummern.“

„...intonieren die Hörnchen höchst exzessiv mehr oder weniger aktuelle Pop-Nummern. Daß letztere nicht durchgehend überzeugen, muß man weniger den Chipmunks als vielmehr – zugegebenermaßen kulturpessimistisch – den Kompositionen selber anlasten. Gleichwohl wird man auch für den Kinogänger, der sich irgendwann, genervt vom geballten Wahnsinn im Hochfrequenzbereich, nach etwas mehr Mensch auf der Leinwand und vor allem Tonspur sehnt, Verständnis aufbringen müssen.“

## Synchronisation
Die Synchronisation entstand im Studio der Interopa Film GmbH Berlin, Das Dialogbuch schrieb Michael Nowka und Dialogregie führte Michael Nowka
| Darsteller          | Sprecher                   | Rolle                |
| ------------------- | -------------------------- | -------------------- |
| Justn Long          | Olaf Reichmann             | Alvin Sevile         |
| Matthew Gray Gubler | Marius Clarén              | Simon Sevile         |
| Jesse McCartney     | Rainer Fritzsche           | Theodore Sevile      |
| Christina Applegate | Antonella Trapani          | Brittany             |
| Amy Poehler         | Viktoria Ulbrich           | Eleanor              |
| Anna Farris         | Leonore Bartsch            | Jeannete             |
| Bridgit Mendler     | Gabriella De Almeida Rinne | Becca                |
| Bernard White       | Frank-Otto Schenk          | Dave’s Arzt          |
| Jason Lee           | Peter Flechtner            | David 'Dave' Seville |
| Wendie Malick       | Heike Schroetter           | Dr. Rubin            |
| Gregg Binkley       | Klaus-Peter Grap           | Emcee                |
| Aimee Carrero       | Magdalena Turba            | Emily                |
| David Cross         | Stefan Krause              | Ian Hawke            |
| Brando Eaton        | Constantin von Jascheroff  | Jeremy               |
| Anjelah N. Johnson  | Dascha Lehmann             | Julie Ortega         |
| Kevin G. Schmidt    | Raúl Richter               | Ryan Miller          |
| Kathryn Joosten     | Hannelore Minkus           | Tante Jakie Seville  |
| Zachary Levi        | Norman Matt                | Toby Seville         |
| Alexandra Shipp     | Jill Böttcher              | Valentina            |
| Chris Warren        | Jan Makino                 | Xander               |

## Soundtrack
1. You Really Got Me – The Chipmunks feat. Honor Society
2. Hot n Cold – The Chipettes
3. So What – The Chipettes
4. You Spin Me Round (Like a Record) – The Chipmunks
5. Single Ladies (Put a Ring on It) – The Chipettes
6. Bring It On – The Chipmunks
7. Stayin' Alive – The Chipmunks
8. The Song – The Chipettes feat. Queensberry
9. It's Okay – The Chipmunks
10. Shake Your Groove Thing – The Chipmunks and the Chipettes
11. Put Your Records On – The Chipettes
12. I Want to Know What Love Is – The Chipmunks
13. We Are Family – The Chipmunks and the Chipettes
14. No One – The Chipettes feat. Charice

Der Soundtrack erreichte sowohl in den USA als auch in Großbritannien Platz 6 der Albumcharts.

## Auszeichnungen
- Nickelodeon Kids’ Choice Awards 2010, Kategorie Lieblings-Kinofilm

## Fortsetzungen
Eine weitere Fortsetzung unter dem Titel Alvin und die Chipmunks 3: Chipbruch (Originaltitel: Alvin and the Chipmunks: Chipwrecked) lief am 22. Dezember 2011 in den deutschen Kinos an. Im Jahr 2015 kam ein vierter Teil, Alvin und die Chipmunks – Road Chip, in die Kinos.